# Cô Tô, Tô Châu
Cô Tô (tiếng Trung: 姑苏区; bính âm: Gūsū Qū) là một khu (quận) và là khu vực trung tâm đô thị chính của địa cấp thị Tô Châu thuộc tỉnh Giang Tô, Trung Quốc. Khu được thành lập vào ngày 1 tháng 9 năm 2012 trên cơ sở sáp nhập ba khu cũ là Kim Xương, Bình Giang, và Thương Lãng. Khu Cô Tô được chính thức thành lập vào ngày 26 tháng 10 năm 2012. Chính quyền khu Cô Tô đặt tại nhai đạo Tô Cẩm.
Khu Cô Tô bao trùm khu vực thành cổ của Tô Châu, đây là một khu vực văn hóa-lịch sử cấp quốc gia của Trung Quốc, trong đó Tô Châu Viên Lâm là một di sản thế giới của UNESCO. Khu Cô Tô có diện tích 84 km², số nhân khẩu có hộ tịch vào năm 2011 là 754.800 người (không tính khu công nghiệp Tô Châu).

## Hành chính
Nhai đạo
| - Thạch Lộ nhai đạo (石路街道) - Thải Hương nhai đạo (彩香街道) - Lưu Viên nhai đạo (留园街道) - Hổ Khâu nhai đạo (虎丘街道) - Bạch Dương Loan nhai đạo (白洋湾街道) - Song Tháp nhai đạo (双塔街道) | - Nam Môn nhai đạo (南门街道) - Tư Giang nhai đạo (胥江街道) - Ngô Môn Kiều nhai đạo (吴门桥街道) - Phong Môn nhai đạo (葑门街道) - Hữu Tân nhai đạo (友新街道) - Quan Tiền nhai đạo (观前街道) | - Bình Giang Lộ nhai đạo (平江路街道) - Tô Cẩm nhai đạo (苏锦街道) - Lâu Môn nhai đạo (娄门街道) - Thành Bắc nhai đạo (城北街道) - Đào Hoa Ổ nhai đạo (桃花坞街道) |

Ban quản lý
- Thương Lãng tân thành (沧浪新城)
- Bình Giang tân thành (平江新城)
- Kim Xương tân thành (金阊新城)
- Nam Môn thương mậu khu (南门商贸区)